# Copitarsia obscurella
Copitarsia obscurella là một loài bướm đêm trong họ Noctuidae.